# 동경 69도
동경 69도(東經69度)는 본초 자오선에서 동쪽으로 69도 떨어진 경선이다. 북극점에서 시작하여 북극해, 유럽, 아시아, 인도양, 남극해, 남극을 거쳐 남극점에 이른다.
동경 69도는 서경 111도와 이어져 지구의 둘레를 이룬다.
북극점에서 남극점까지 동경 69도선은 다음 지역을 지나간다.
| 좌표                                                  | 나라, 지역, 해역           | 주석                                                            |
| ----------------------------------------------------- | -------------------------- | --------------------------------------------------------------- |
| 북위 90° 0′ 동경 69° 0′  / 북위 90.000° 동경 69.000°  | 북극해                     |                                                                 |
| 북위 81° 0′ 동경 69° 0′  / 북위 81.000° 동경 69.000°  | 바렌츠해                   |                                                                 |
| 북위 76° 43′ 동경 69° 0′  / 북위 76.717° 동경 69.000° | 러시아                     | 노바야젬랴섬의 세베르니섬 - 극동부로 4 km 정도                  |
| 북위 76° 40′ 동경 69° 0′  / 북위 76.667° 동경 69.000° | 카라해                     |                                                                 |
| 북위 72° 41′ 동경 69° 0′  / 북위 72.683° 동경 69.000° | 러시아                     | 야말반도                                                        |
| 북위 68° 56′ 동경 69° 0′  / 북위 68.933° 동경 69.000° | 카라해                     | 바이다라츠카야만                                                |
| 북위 68° 44′ 동경 69° 0′  / 북위 68.733° 동경 69.000° | 러시아                     |                                                                 |
| 북위 55° 26′ 동경 69° 0′  / 북위 55.433° 동경 69.000° | 카자흐스탄                 | 10 km 정도                                                      |
| 북위 55° 20′ 동경 69° 0′  / 북위 55.333° 동경 69.000° | 러시아                     | 6 km 정도                                                       |
| 북위 55° 17′ 동경 69° 0′  / 북위 55.283° 동경 69.000° | 카자흐스탄                 |                                                                 |
| 북위 41° 18′ 동경 69° 0′  / 북위 41.300° 동경 69.000° | 우즈베키스탄               |                                                                 |
| 북위 40° 13′ 동경 69° 0′  / 북위 40.217° 동경 69.000° | 타지키스탄                 | 9 km 정도                                                       |
| 북위 40° 7′ 동경 69° 0′  / 북위 40.117° 동경 69.000°  | 우즈베키스탄               | 7 km 정도                                                       |
| 북위 40° 4′ 동경 69° 0′  / 북위 40.067° 동경 69.000°  | 타지키스탄                 |                                                                 |
| 북위 37° 18′ 동경 69° 0′  / 북위 37.300° 동경 69.000° | 아프가니스탄               | 카불의 바로 서쪽을 지나감                                       |
| 북위 31° 37′ 동경 69° 0′  / 북위 31.617° 동경 69.000° | 파키스탄                   | 발루치스탄주 신드주                                             |
| 북위 24° 13′ 동경 69° 0′  / 북위 24.217° 동경 69.000° | 인도                       | 구자라트주                                                      |
| 북위 22° 57′ 동경 69° 0′  / 북위 22.950° 동경 69.000° | 인도양                     | 쿠치만                                                          |
| 북위 22° 25′ 동경 69° 0′  / 북위 22.417° 동경 69.000° | 인도                       | 구자라트 주                                                     |
| 북위 22° 11′ 동경 69° 0′  / 북위 22.183° 동경 69.000° | 인도양                     |                                                                 |
| 남위 48° 41′ 동경 69° 0′  / 남위 48.683° 동경 69.000° | 프랑스령 남방 및 남극 지역 | 케르겔렌섬                                                      |
| 남위 49° 43′ 동경 69° 0′  / 남위 49.717° 동경 69.000° | 인도양                     |                                                                 |
| 남위 60° 0′ 동경 69° 0′  / 남위 60.000° 동경 69.000°  | 남극해                     |                                                                 |
| 남위 67° 55′ 동경 69° 0′  / 남위 67.917° 동경 69.000° | 남극                       | 오스트레일리아령 남극 지역, 오스트레일리아가 영유권을 주장한다. |

## 같이 보기
- 동경 68도
- 동경 70도